# Brute Force
Brute Force – gra na konsolę Xbox wydana w 2003 roku przez firmę Microsoft. Gra należy do typowych strzelanek TPP i jest osadzona w realiach sci-fi.
Fabuła koncentruje się wokół losów grupy Marines, "zwiedzających" kolejno sześć różnych światów, w których zmierzyć im się przyjdzie z najrozmaitszymi obcymi. Dla ułatwienia – w prezencie otrzymają składający się z 29 rodzajów broni arsenał.